# Mỹ Hiệp, Đồng Tháp
Mỹ Hiệp là một xã thuộc tỉnh Đồng Tháp, Việt Nam.

## Địa lý
Xã Mỹ Hiệp có vị trí địa lý:
- Phía đông giáp xã Thanh Mỹ và Thanh Hưng.
- Phía tây giáp phường Sa Đéc, ranh giới là sông Tiền.
- Phía nam giáp xã Phú Hựu, ranh giới là sông Tiền.
- Phía bắc giáp xã Bình Hàng Trung.

Xã có diện tích 79,42 km², dân số năm 2025 là 54.577 người, mật độ dân số đạt 687 người/km².

## Lịch sử
Ngày 27 tháng 12 năm 1980, Hội đồng Chính phủ ban hành Quyết định 382-CP về việc chia xã Long Hiệp thành hai xã lấy tên là xã Mỹ Long và xã Mỹ Hiệp.
Ngày 5 tháng 1 năm 1981, Hội đồng Chính phủ ban hành Quyết định 4-CP về việc chia huyện Cao Lãnh thành hai huyện lấy tên là huyện Cao Lãnh và huyện Tháp Mười. Xã Mỹ Hiệp thuộc huyện Cao Lãnh.
Ngày 23 tháng 2 năm 1983, Hội đồng Bộ trưởng ban hành Quyết định 13-HĐBT về việc thành lập thị xã Cao Lãnh trên cơ sở điều chỉnh một phần diện tích và dân số của huyện Cao Lãnh. Xã Mỹ Hiệp thuộc huyện Cao Lãnh.
Ngày 16 tháng 6 năm 2025, Ủy ban Thường vụ Quốc hội ban hành Nghị quyết số 1663/NQ-UBTVQH15 về việc sắp xếp các đơn vị hành chính cấp xã của tỉnh Đồng Tháp năm 2025. Theo đó, sắp xếp toàn bộ diện tích tự nhiên, quy mô dân số của các xã Mỹ Long, Bình Thạnh (huyện Cao Lãnh) và Mỹ Hiệp thành xã mới có tên gọi là xã Mỹ Hiệp.
Sau khi sáp nhập, xã Mỹ Hiệp có 79,42 km² diện tích tự nhiên và dân số 54.577 người.

## Văn hóa - du lịch
Khu di tích lịch sử Xẻo Quýt thuộc địa phận xã Mỹ Hiệp và xã Mỹ Long.